# Dillenia megalantha
Dillenia megalantha Merr. – gatunek rośliny z monotypowej rodziny ukęślowatych (Dilleniaceae). Występuje endemicznie na Filipinach. 

## Morfologia
PokrójZimozielone drzewo dorastające do 20 m wysokości.
LiścieMają kształt od podłużnego do lancetowatego. Mierzą 25–70 cm długości oraz 8–25 cm szerokości. Są prawie skórzaste. Nasada liścia jest rozwarta. Blaszka liściowa jest lekko ząbkowana na brzegu, o spiczastym wierzchołku. Ogonek liściowy jest skrzydlaty i dorasta do 2–5 cm długości.
KwiatySą pojedyncze, rozwijają się na szczytach pędów. Działki kielicha mają eliptyczny kształt i dorastają do 25–40 mm długości. Płatki mają żółtą barwę i osiągają do 100 mm długości. Kwiaty mają 14–16 owocolistków.

## Biologia i ekologia
Rośnie w lasach i na brzegach rzek. Występuje na wysokości do 1000 m n.p.m.